# Кузаго
Кузаго (итал. Cusago) је насеље у Италији у округу Милано, региону Ломбардија.
Према процени из 2011. у насељу је живело 2379 становника. Насеље се налази на надморској висини од 127 м.

## Становништво
| 1931. | 1936. | 1951. | 1961. | 1971. | 1981. | 1991. | 2001. | 2011. |
| ----- | ----- | ----- | ----- | ----- | ----- | ----- | ----- | ----- |
| 1.187 | 1.242 | 1.332 | 1.261 | 1.315 | 1.733 | 2.012 | 3.046 | 3.597 |